# Grupa Collaboration
Grupa „Collaboration” (fr. Le Groupe «Collaboration») – francuska organizacja kolaboracyjna istniejąca podczas II wojny światowej.

## Historia
Organizacja wywodziła się z przedwojennego Komitetu Francusko-Niemieckiego (Comité France-Allemagne), działającego w latach 1935–1939. Po zajęciu Francji przez wojska niemieckie w czerwcu 1940 r., pisarz i wielbiciel Adolfa Hitlera Alphonse de Châteaubriant założył w Paryżu 24 września tego roku organizację pod nazwą Le Groupe «Collaboration» (pełna nazwa brzmiała „współpraca, zgrupowanie sił dla jedności Europy”). Ze strony niemieckiej pomagali ją utworzyć ambasador III Rzeszy we Francji Otto Abetz i wiceprezes Deutsch-Francösische Gesellschaft Friedrich Grimm. W jej skład wchodzili intelektualiści, ludzie sztuki i kultury o poglądach konserwatywnych, antydemokratycznych, a jednocześnie proniemieckich. Poparli oni rząd Francji Vichy i ideę rewolucji narodowej głoszoną przez marszałka Philippe’a Pétaina. Opowiadali się też za integracją Europy pod panowaniem niemieckim.
Organizacja promowała „francuskie odrodzenie, francusko-niemieckie pojednanie i europejską solidarność”. Kraj został podzielony na strefę północną (zone nord) i południową (zone sud), w których powstały liczne komitety podległe organizacji. Organizowały one konferencje tematyczne i publiczne dyskusje dotyczące różnych zagadnień (ekonomicznych, społecznych, naukowych, artystycznych, młodzieżowych), łącząc je z propagandą w duchu kolaboracji z Niemcami. Oprócz tego urządzano pokazy filmów wyprodukowanych w państwach Osi i sponsorowano wykłady z udziałem zapraszanych Niemców.
Organizacja była finansowana przez władze III Rzeszy do kwoty 2 mln franków rocznie. Liczyła, według własnych danych, ponad 100 tys. członków. W 1943 r. otworzyła biuro w Vichy. Organizacja sponsorowała też ruch młodzieżowy pod nazwą Młodzież Nowej Europy (Jeunesse de l’Europe Nouvelle), na czele którego stali Marc Augier i Jacques Schweizer. Liczył on maksymalnie 1,5 tys. członków. Na początku 1943 r. Le Groupe «Collaboration» współtworzyła Front Rewolucyjno-Narodowy (Front révolutionnaire national).

## Skład osobowy
- prezydent – Alphonse de Châteaubriant
- wiceprezydent – Jean Weiland, René Pichard du Page
- sekretarz generalny – Ernest Fornairon

Komitet honorowy
- Ferdinand de Brinon (reprezentant rządu Francji Vichy)
- kardynał Alfred Baudrillart
- Abel Bonnard (minister edukacji rządu Francji Vichy)
- Georges Claude
- Claire Croiza
- Pierre Drieu la Rochelle
- René Moulin
- Marie Charles Jean Melchior de Polignac

## Sekcje
- sekcja ekonomiczna – kierowana przez Paula Marme
- sekcja naukowa – Charles Claoué
- sekcja literatury – Abel Bonnard, José Germain
- sekcja prawnicza – prof. Le Fur
- sekcja artystyczna (podzielona na 3 podsekcje: sztuki dramatycznej – Jean Sarment, muzyczną – Max d’Olonne, Florent Schmitt, Alfred Bachelet i sztuk plastycznych – Georges Grappe, Othon Friesz)